# Kemar Lawrence
Kemar Michael Lawrence (Kingston, 17 september 1992) is een Jamaicaans voetballer die doorgaans speelt als linksback. In januari 2020 verruilde hij New York Red Bulls voor RSC Anderlecht. In mei 2021 vertrok hij naar Toronto. Lawrence maakte in 2013 zijn debuut in het Jamaicaans voetbalelftal.

## Successen
De grootste successen die Kemar Lawrence tot op heden heeft verworven tijdens zijn professionele voetbalcarrière, heeft hij verworven in de MLS. Hier heeft hij 2x de MLS Supporters Shield gewonnen met New York Red Bulls. De eerste keer in het seizoen 2014-2015 (60 punten) en de tweede keer in het seizoen 2017-2018 (71 punten).

## Clubstatistieken
| Seizoen                          | Club               | Competitie          | Competitie | Competitie | Beker | Beker | Internationaal | Internationaal | Totaal | Totaal |
| Seizoen                          | Club               | Competitie          | Wed.       | Dlp.       | Wed.  | Dlp.  | Wed.           | Dlp.           | Wed.   | Dlp.   |
| -------------------------------- | ------------------ | ------------------- | ---------- | ---------- | ----- | ----- | -------------- | -------------- | ------ | ------ |
| 2015                             | New York Red Bulls | Major League Soccer | 27         | 1          | 0     | 0     | —              | —              | 27     | 1      |
| 2016                             | New York Red Bulls | Major League Soccer | 22         | 0          | 0     | 0     | 4              | 0              | 26     | 0      |
| 2017                             | New York Red Bulls | Major League Soccer | 27         | 1          | 3     | 0     | 1              | 0              | 31     | 1      |
| 2018                             | New York Red Bulls | Major League Soccer | 30         | 2          | 2     | 0     | 6              | 0              | 38     | 2      |
| 2019                             | New York Red Bulls | Major League Soccer | 23         | 1          | 0     | 0     | 1              | 0              | 24     | 1      |
| 2019/20                          | Anderlecht         | Eerste klasse A     | 1          | 0          | 0     | 0     | —              | —              | 1      | 0      |
| 2020/21                          | Anderlecht         | Eerste klasse A     | 16         | 1          | 1     | 0     | —              | —              | 17     | 1      |
| 2021                             | Toronto FC         | Major League Soccer | 17         | 1          | 0     | 0     | 0              | 0              | 17     | 1      |
| Totaal                           | Totaal             | Totaal              | 163        | 7          | 6     | 0     | 12             | 0              | 181    | 7      |
| Bijgewerkt op 15 september 2021. |                    |                     |            |            |       |       |                |                |        |        |